# فردریک شفیلد
فردریک شفیلد (انگلیسی: Frederick Sheffield; ۲۶ فوریهٔ ۱۹۰۲ – ۸ مهٔ ۱۹۷۱) قایقران روئینگ اهل ایالات متحده آمریکا بود.